# 정안옹주 (세종)
정안옹주(貞安翁主, 1441년 ~ 1461년 11월 26일(음력 10월 16일))는 조선의 옹주로, 세종의 4녀이자 막내이다. 어머니는 숙원 이씨이다.

## 생애
1441년(세종 23년), 세종과 숙원 이씨의 딸로 태어났다.
1453년(단종 1년), 단종이 강맹경에게 명하여 사족 자제 중에 배필을 찾게 한 끝에 관찰사 심선(沈璿)의 아들 청성위(靑城尉) 심안의에게 하가하여 1남 1녀를 낳았다. 단종은 이에 면포 6백필로 집을 사서 하사하였다.
1461년(세조 7년) 10월 16일 훙서하였으며 이에 세조는 사흘간 조회를 중지하고 쌀·콩 1백 석과 종이 2백 권, 백저포(白苧布)·면포(綿布) 각 10필, 베[布] 60필을 부조하였다. 정안옹주의 남편인 심안의는 1476년(성종 7년) 39세의 나이로 사망하였다. 묘소는 경기도 남양주시 오남읍에 위치하고 있다.
정안옹주의 어머니인 숙원 이씨는 딸과 사위가 죽은 이후에도 생존하여 1490년(성종 21년), 자신의 외손자이자 정안옹주의 아들인 심언(沈漹)의 관직을 당시 국구였던 정현왕후의 아버지인 영원부원군 윤호에게 청탁한 일로 물의를 빚었다.

## 가족 관계
| - 아버지 : 세종(世宗, 1397~1450) - 어머니 : 숙원 이씨(淑媛 李氏) | - 시아버지 : 심선(沈璿, ? ~ 1467) - 시어머니 : 초계 정씨 - 남편 : 청성위(靑城尉) 심안의(沈安義, 1438 ~ 1476) - 장녀 : 청송 심씨(靑松 沈氏, 1454 ~ 1514) - 사위 : 전주 최씨 최맹사(崔孟思, ? ~ 1472) - 외손자 : 최인수(崔仁壽) - 외손자 : 최인복(崔仁福) - 장남 : 심언(沈漹) - 며느리 : 문화 류씨 - 류수륜(柳守綸)의 딸 - 손자 : 심광붕(沈光鵬) |